# Línea de alta velocidad Zaragoza–Huesca
La línea de alta velocidad Zaragoza-Huesca es una línea ferroviaria española de alta velocidad. Tiene su punto de origen en un desvío de la línea de alta velocidad Madrid-Barcelona en Zaragoza y discurre al noreste por Tardienta hasta Huesca. 
Fue construida como antena del tronco principal entre Madrid y Barcelona, para permitir la conexión de Huesca a la red de alta velocidad, de ancho distinto al grueso de la red ibérica. La línea reaprovecha en buena parte el trazado de la línea preexistente, siendo singular por su uso de un sistema de triple carril entre Tardienta y Huesca donde ambos anchos comparten vías. 

## Descripción

### Trazado general

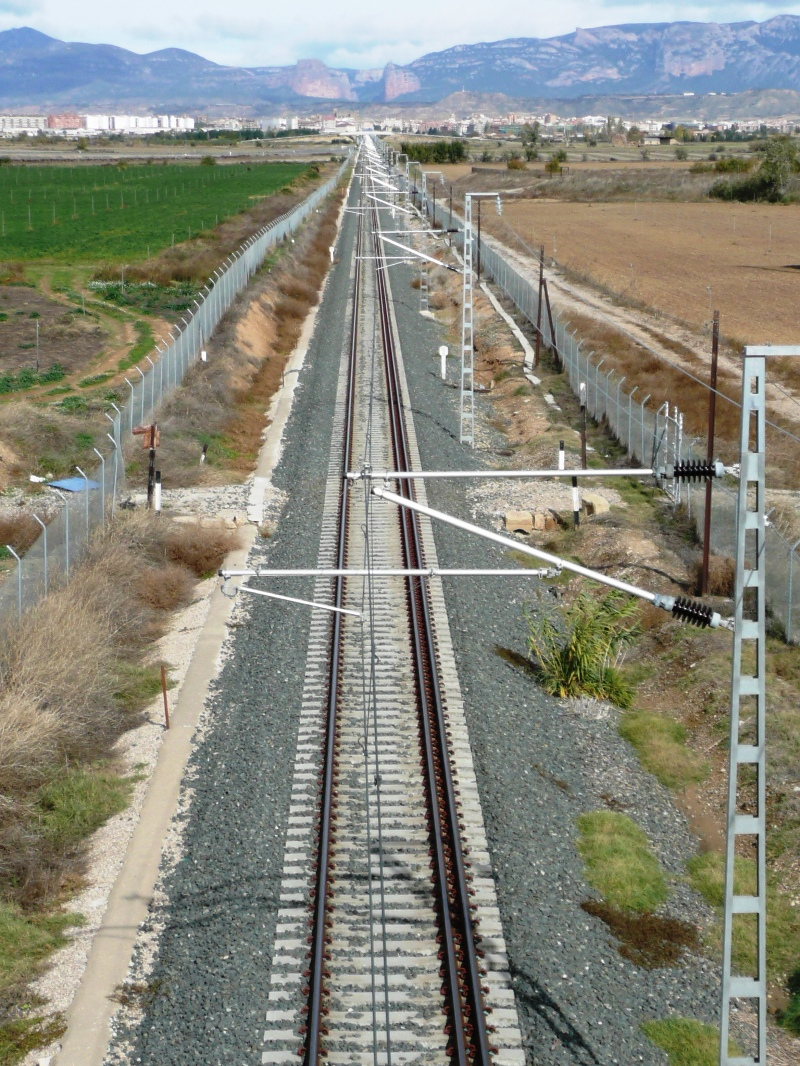
Tramo de la vía con triple carril

La obra se ejecutó en dos tramos de 31,2 km y 27,5 km  de longitud. La construcción y ampliación de la ruta costó en total alrededor de 250 millones de euros.
En el tramo entre Zaragoza y Tardienta se construyó una vía doble de ancho estándar como nueva línea electrificada a 25 kV kV/50 Hz en corriente alterna en paralelo a la existente de vía ancha y electrificada en corriente continua a 3 kV. La energía se suministra desde una subestación construida en el kilómetro 46,6 de la línea.
El tramo de 20,7 km al norte de Tardienta es único en la red europea de alta velocidad por usar una vía simple de triple carril que permite el uso tanto por circulaciones en ancho ibérico como en ancho estándar. En su estado actual, el hilo de contacto para la alimentación de 25 kV sólo puede ser utilizado por vehículos de vía estándar, mientras que en vía ancha sólo es posible la tracción diésel. Las segundas circulaciones forman parte de la línea férrea Zaragoza-Canfranc. Los trabajos incluyeron también la adaptación del gálibo de un paso a distinto nivel en Vicién.
La categorización de la línea es diferente según los criterios del Administrador de Infraestructuras Ferroviarias (Adif) y la Unión Internacional de Ferrocarriles (UIC). Aunque oficialmente se denomina línea de alta velocidad, la velocidad máxima entre Zaragoza y Tardienta es de tan solo 200 km/h en ancho estándar y 160 km/h en vía ancha, y entre Tardienta y Huesca a 160 km/h. Por ello, la línea está equipada con el control puntual de trenes convencional mediante el sistema ASFA español.

### Estaciones

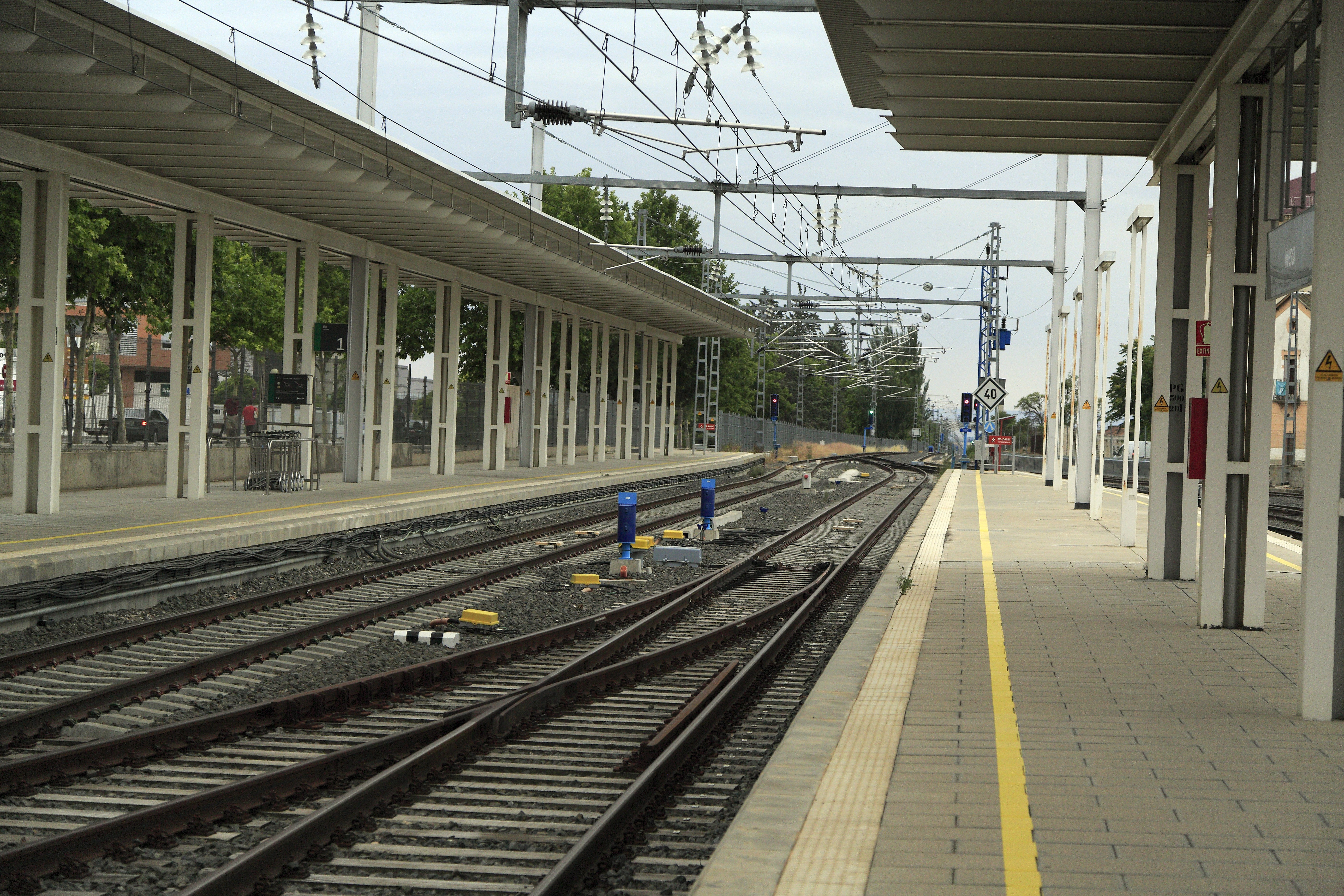
Estación de Huesca, vías de andén de ancho estándar

La construcción de la línea requirió la segregación de vías pasantes en las estaciones de Villanueva de Gállego y Zuera por las que la línea pasa sin parada.
Como parte de la construcción de la nueva línea también se remodeló la estación de tren de Huesca. Dos vías de plataforma en dicha estación son de ancho estándar con posibilidad de transferencia mientras que cuatro vías sin salida, de las cuales solo una está en un borde de plataforma, son de vía ancha. Las plataformas también se ampliaron a 220 metros. También se ha construido en Huesca un cambiador de ancho para hacer accesible el resto del trayecto hasta Canfranc.

## Historia
El 23 de diciembre de 2003 se inició el tráfico de alta velocidad entre Zaragoza y Huesca con un recorrido inaugural con una unidad múltiple de la serie 100 de Renfe. La inauguración redujo los tiempos de viaje de 278 a 130 minutos entre Huesca y Madrid y de 70 a 35 minutos entre Huesca y Zaragoza.  La tarifa de larga distancia entre Zaragoza y Huesca fue inicialmente de 19 euros; en tráfico regional en la ruta existente, sin embargo, se cobraba previamente de 4,35 a 5,40 euros. 
La línea permitió así la circulación de un tren AVE diario entre Madrid y Huesca en 2:30 con parada en Guadalajara-Yebes, Calatayud, Zaragoza-Delicias, Tardienta y Huesca. Posteriormente se amplió la oferta a dos trenes diarios, uno de ellos semidirecto con parada solo en Zaragoza-Delicias. Además, por la ruta también circulan trenes expresos de la marca Media Distancia, que circulan con cambio de ancho diésel en varias unidades de la serie 594 de Renfe más allá de Huesca hasta Jaca.
En septiembre de 2010, el Ministerio de Fomento de España encargó un estudio de viabilidad sobre la conversión del tramo de vía de tres carriles entre Tardienta y Huesca en vías separadas de ancho estándar y ancho para aumentar la capacidad de la línea. La solución resultante del estudio, que implicaba la eliminación del paso por Tardienta al rectificar el trazado en el desdoblamiento, se granjeó la oposición y alegación del ayuntamiento de Tardienta.
La estación terminal de Huesca fue utilizada por una media de tan solo 110 viajeros al día en 2017 mientras que la estación intermedia de Tardienta lo fue por tan solo una persona y media al día. La ruta es, por tanto, considerada una de las menos utilizadas de alta velocidad de toda España.